# Puppet Master vs. Demonic Toys
Puppet Master vs Demonic Toys es una película de terror de 2004 basada en los personajes de David Schmoeller (Puppet Master) y David S. Goyer (Demonic Toys). La película está escrita por C. Courtney Joyner y dirigida por Ted Nicolaou. Esta película está protagonizada por Corey Feldman como el gran-sobrino nieto de Andre Toulon, y Vanessa Ángel como el jefe de una fábrica de juguetes que planea dominar el mundo a través de su más reciente línea de productos vacacionales. Según Charles Band, esta película es una película no canónica, ya que no fue producido por él mismo o su compañía de producción Full Moon Features. Fue hecho para la televisión y se estrenó el 18 de diciembre de 2004 en SyFy.

## Argumento
En 2004, los títeres, junto con la fórmula, son ahora de propiedad del sobrino bisnieto de Andre Toulon, Robert Toulon y su hija Alexandra. Robert y su hija son muy inteligentes e infantiles y recogen, arreglan y crean muñecos y títeres para ganarse la vida. Desde que Robert heredó los títeres de su bisabuelo, ha estado tratando de crear su propia poción de fuerza vital sobre la base de las anotaciones del diario de Toulon, utilizando alcohol y sangre (que según Robert y Alex es sagrado). Una Nochebuena, Alex y Robert finalmente descubren cómo hacer la poción y llevan a los títeres a la vida. Toulon explica a los reanimados títeres quién es y estos lo aceptan como su nuevo amo.
Mientras tanto, una perversa fabricante de juguetes, Erica Sharpe, quien cuando era niña le rogó a su padre que le consiga juguetes vivientes, como no pudo conseguir se puso en contacto con Bael (el demonio de la riqueza y beneficios ) con quien hizo un acuerdo para tener juguetes con vida a cambio de su alma. Los juguetes que recibió fueron encontrados en los rincones más oscuros del infierno. Después que el padre de Erica muere, la empresa de juguetes pasa a su propiedad. Debido a que no había conseguido que sus juguetes hagan caso a sus pedidos, hace una investigación y descubre la asombrosa historia de Andre Toulon y aprende sobre los leales títeres vivientes que ahora están en manos de un exempleado de su fábrica de juguetes a quien ella despidió: Robert Toulon. Ella ha tenido en secreto una cámara espía en la residencia Toulon durante mucho tiempo y, después de ver a Robert y Alex finalmente encontrar la fórmula y traer a los títeres a la vida, ella ordena a un equipo de ladrones irrumpir en la residencia Toulon y traer a los títeres, Pero cuando lo hacen los títeres dan batalla y el taller se incendia, siendo los títeres quemados.
Robert arregla los títeres esta vez con nuevas piezas de cyborg y poderosas armas nuevas.

## Reparto
- Corey Feldman – Robert Toulon
- Danielle Keaton – Alexandra Toulon
- Vanessa Angel – Erica Sharpe
- Silvia Suvadova – Sgt. Jessica Russell
- Nikoli Sotirov – Julian
- Dessislava Maicheva – Christina
- Velizar Binev – Mayor
- Angelina Hadjimitova – Claudia
- Anton Falk – Bael

### Marionetas
- Blade
- Pinhead
- Jester
- Six Shooter

### Juguetes
- Baby Oopsy Daisy
- Jack Attack
- Grizzly Teddy